# ليزا سنايدر
ليزا سنايدر (بالإنجليزية: Liza Snyder) هي ممثلة أمريكية، ولدت في 20 مارس 1968 بنورثهامبتون في الولايات المتحدة.

## أعمال

### أفلام
- (2000) إسداء الخدمات[6]

### مسلسلات
- نعم عزيزي

## وصلات خارجية
- ليزا سنايدر على موقع IMDb (الإنجليزية)
- ليزا سنايدر على موقع إن إن دي بي (الإنجليزية)
- ليزا سنايدر على موقع قاعدة بيانات الفيلم (الإنجليزية)